# Gauthier Boccard
Gauthier Boccard (Ukkel, 26 augustus 1991) is een Belgisch hockeyer. 

## Levensloop
Boccard liep school aan het Mater Dei-Instituut te Sint-Pieters-Woluwe. Zijn hockeycarrière begon hij bij Orée HC, alwaar hij actief was als aanvaller. Vervolgens kwam hij 13 jaar uit voor de Waterloo Ducks. Met deze club werd hij driemaal landskampioen (2012, 2013 en 2014) en won hij in 2019 de Euro Hockey League. In 2022 maakte hij de overstap naar Royal Léopold HC.
Daarnaast is Boccard actief bij het nationaal team. Met de Red Lions nam hij deel aan de Olympische Zomerspelen van 2012, alwaar ze vijfdes eindigden. In Londen was hij de jongste Belgische hockeyspeler van het tornooi. Vier jaar later, op de spelen van Rio de Janeiro in 2016, behaalde hij met de Red Lions zilver en in 2021 werden ze Olympisch kampioen te Tokio.
In 2018 werd hij met de nationale ploeg in het Indische Bhubaneswar wereldkampioen. In 2015 won Gauthier met de nationale ploeg zilver in de World League en in zowel 2013 als 2017 eindigde hij met de nationale equipe op de 5e plaats in dit tornooi.
In 2017 werd hij met de Red Lions vice-Europees kampioen en in 2019 wonnen ze het EK. In Amstelveen, op het Europees kampioenschap van 2021, strandde Boccard & co op de derde en in 2015 op de vijfde plaats in de eindrangschikking.
Ook was hij actief bij het Belgisch zaalhockeyteam. Voor de Indoor Red Lions was hij reserve op het wereldkampioenschap van 2018.